# Philharmonia Orchestra
Se også London Philharmonic Orchestra.
Philharmonia Orchestra er et orkester i London stiftet i 1945 af Walter Legge. Orkesteret har siden 1995 holdt til i Royal Festival Hall, London, men er også husorkester i De Montfort Hall i  Leicester og i Bedfords Corn Exchange.
Orkesteret var studieorkester for pladeselskabet EMI, men har også haft flere koncertserier. Orkesteret står bag mere end 1.000 pladeindspilninger og meget filmmusik. Blandt orkestrets dirigenter var Arturo Toscanini, Wilhelm Furtwängler Herbert von Karajan og Otto Klemperer og fra 2008 Esa-Pekka Salonen.